# Шевирьов Валерій Володимирович
Валерій Володимирович Шевирьов (рос. Валерий Владимирович Шевырёв; нар. 12 грудня 1974) — російський футболіст, захисник та півзахисник.

## Життєпис
Вперше Валерій Шевирьов у професійному футболі дебютував у сезоні 1991/92 року в Другій лізі Росії за ізобільненське «Динамо-АПК». У 1992 році перейшов в українську команду «Віктор» (Запоріжжя), разом з нею за три роки пройшов шлях від аматорського футболу до третьої ліги України. Першу частину сезону 1994/95 років розпочав у запорізькому «Металурзі». Дебютував у футболці «козаків» 10 вересня 1994 року в переможному (1:0) домашньому поєдинку 8-го туру Вищої ліги проти рівненського «Вереса». Валерій вийшов на поле в стартовому складі та відіграв увесь матч. У Вищій лізі чемпіонату України зіграв 10 матчів, ще 2 поєдинки провів у кубку України. 
У 1995 році підписав контракт зі ставропольським «Динамо». За команду провів 8 сезонів поспіль, грав у першому й другому дивізіонах Росії, всього за команду зіграв 271 матч. З 2003 по 2005 рік був гравцем тульського «Арсеналу». У 2005 році зіграв 14 матчів за ставропольське «Динамо» в третьому дивізіоні. У 2006 році виступав за «Елісту» й новоросійський «Чорноморець».
У 2007 році знову повернувся в «Динамо», зіграв ще 26 матчів у другому дивізіоні, відзначився одним голом. Всього ж за свою кар'єру Валерій Шевирьов зіграв 312 матчів, що є другим результатом в історії клубу.
З 2008 по 2009 рік Шевирьов був гравцем футбольного клубу «Ставрополь», відіграв за клуб два сезони. З 2010 року грає за різні команди в чемпіонаті Краснодарського краю.